# Mactomyia fracida
Mactomyia fracida är en tvåvingeart som beskrevs av Henry J. Reinhard 1958. Mactomyia fracida ingår i släktet Mactomyia och familjen parasitflugor. Inga underarter finns listade i Catalogue of Life.